# Wahlkreis Brixen (Senato della Repubblica)
Der Wahlkreis Brixen ist seit 1948 ein Wahlkreis (collegio elettorale) für den italienischen Senat. Er gehört zum Wahlbezirk Trentino-Südtirol (Region Trentino-Südtirol); die bevölkerungsreichste Stadt ist Brixen.

## Von 1948 bis 1991

### Wahlkreisgebiet
Zum Wahlkreis gehörten folgende Gemeinden: Abtei, Barbian, Prags, Brenner, Brixen, Bruneck, Freienfeld, Sand in Taufers, Kastelbell-Tschars, Kastelruth, Klausen, Kiens, Karneid, Graun im Vinschgau, Toblach, Pfalzen, Völs am Schlern, Villnöß, Gais, Glurns, Latsch, Corvara (Ladinia), Lajen, Laas, Lüsen, Mals, Enneberg, Martell, Franzensfeste (Mezzaselva), Welsberg, Moos in Passeier, Naturns, Natz-Schabs, Welschnofen, Deutschnofen, St. Ulrich in Gröden, Partschins, Percha, Plaus, Waidbruck, Prad am Stilfserjoch (Prad-Vintschgau seit 1953), Ratschings, Rasen-Olang (Gemeinde bis 1955), Ritten, Mühlbach, Innichen, St. Leonhard in Passeier, St. Lorenzen, St. Martin in Thurn, St. Christina in Gröden, Sarntal, Wolkenstein in Gröden, Mühlwald, Sexten, Schlanders, Schluderns, Terenten, Tiers, Taufers im Münstertal, Ulten, Pfitsch, Ahrntal, Gsies, Vintl, Vahrn, Niederdorf, Villanders und Sterzing; Schnals; Stilfs und St. Martin in Passeier (Gemeinden seit 1953); Rasen-Antholz, Olang und Rodeneck (Gemeinden seit 1955); Prettau (Gemeinde seit 1958); St. Pankraz und Feldthurns (Gemeinden seit 1960); Wengen (Gemeinde seit 1964).

### Wahlergebnisse

#### Wahl 1948
| Kandidaten               | Kandidaten             | Parteien                      | Stimmen | %     |
| ------------------------ | ---------------------- | ----------------------------- | ------- | ----- |
|                          | Josef Raffeinergewählt | Südtiroler Volkspartei        | 59.086  | 82,8  |
|                          | Giuseppe Hippoliti     | Democrazia Cristiana          | 8.803   | 12,3  |
|                          | Aldo Leverato          | Partito Repubblicano Italiano | 1.737   | 2,4   |
|                          | Giovanni Moser         | Fronte Democratico Popolare   | 1.691   | 2,4   |
| Gesamt                   | Gesamt                 | Gesamt                        | 71.317  | 100   |
|                          |                        |                               |         |       |
| Ungültige Stimmen        | Ungültige Stimmen      | Ungültige Stimmen             | 7.318   | 9,3   |
| Wähler                   | Wähler                 | Wähler                        | 78.635  | 100,0 |
| Wahlberechtigte          | Wahlberechtigte        | Wahlberechtigte               | 78.635  |       |
|                          |                        |                               |         |       |
| Quelle: Innenministerium |                        |                               |         |       |

#### Wahl 1953
| Kandidaten               | Kandidaten             | Parteien                   | Stimmen | %    |
| ------------------------ | ---------------------- | -------------------------- | ------- | ---- |
|                          | Josef Raffeinergewählt | Südtiroler Volkspartei     | 66.548  | 83,8 |
|                          | Luigi Rella            | Democrazia Cristiana       | 10.420  | 13,1 |
|                          | Ferdinando Gius        | Partito Comunista Italiano | 2.459   | 3,1  |
| Gesamt                   | Gesamt                 | Gesamt                     | 79.427  | 100  |
|                          |                        |                            |         |      |
| Ungültige Stimmen        | Ungültige Stimmen      | Ungültige Stimmen          | 3.655   | 4,4  |
| Wähler                   | Wähler                 | Wähler                     | 83.082  | 95,9 |
| Wahlberechtigte          | Wahlberechtigte        | Wahlberechtigte            | 86.665  |      |
|                          |                        |                            |         |      |
| Quelle: Innenministerium |                        |                            |         |      |

#### Wahl 1958
| Kandidaten               | Kandidaten        | Parteien                   | Stimmen | %    |
| ------------------------ | ----------------- | -------------------------- | ------- | ---- |
|                          | Karl Tinzlgewählt | Südtiroler Volkspartei     | 73.090  | 85,3 |
|                          | Luigi Rella       | Democrazia Cristiana       | 9.560   | 11,2 |
|                          | Delfino Ardizzone | Movimento Sociale Italiano | 2.997   | 3,5  |
| Gesamt                   | Gesamt            | Gesamt                     | 85.647  | 100  |
|                          |                   |                            |         |      |
| Ungültige Stimmen        | Ungültige Stimmen | Ungültige Stimmen          | 4.304   | 4,8  |
| Wähler                   | Wähler            | Wähler                     | 89.951  | 95,7 |
| Wahlberechtigte          | Wahlberechtigte   | Wahlberechtigte            | 93.953  |      |
|                          |                   |                            |         |      |
| Quelle: Innenministerium |                   |                            |         |      |

#### Wahl 1963
| Kandidaten               | Kandidaten        | Parteien                    | Stimmen | %    |
| ------------------------ | ----------------- | --------------------------- | ------- | ---- |
|                          | Hans Saxlgewählt  | Südtiroler Volkspartei      | 69.075  | 78,8 |
|                          | Luigi Rella       | Democrazia Cristiana        | 7.783   | 8,9  |
|                          | Josef Raffeiner   | Partito Liberale Italiano   | 6.289   | 7,2  |
|                          | R. Minzoni        | Partito Socialista Italiano | 2.779   | 3,2  |
|                          | Delfino Ardizzone | Movimento Sociale Italiano  | 1.695   | 1,9  |
| Gesamt                   | Gesamt            | Gesamt                      | 87.621  | 100  |
|                          |                   |                             |         |      |
| Ungültige Stimmen        | Ungültige Stimmen | Ungültige Stimmen           | 4.253   | 4,6  |
| Wähler                   | Wähler            | Wähler                      | 91.874  | 95,0 |
| Wahlberechtigte          | Wahlberechtigte   | Wahlberechtigte             | 96.706  |      |
|                          |                   |                             |         |      |
| Quelle: Innenministerium |                   |                             |         |      |

#### Wahl 1968
| Kandidaten               | Kandidaten            | Parteien                                  | Stimmen | %    |
| ------------------------ | --------------------- | ----------------------------------------- | ------- | ---- |
|                          | Friedl Volggergewählt | Südtiroler Volkspartei                    | 74.662  | 81,4 |
|                          | G. Mase               | Democrazia Cristiana                      | 7.478   | 8,1  |
|                          | R. Minzoni            | Partito Socialista Unificato (PSI – PSDI) | 3.542   | 3,9  |
|                          | F. Plaikner           | Soziale Fortschrittspartei Südtirols      | 3.139   | 3,4  |
|                          | Delfino Ardizzone     | Movimento Sociale Italiano                | 1.509   | 1,6  |
|                          | R. Ponteggi           | Partito Liberale Italiano                 | 1.428   | 1,6  |
| Gesamt                   | Gesamt                | Gesamt                                    | 91.758  | 100  |
|                          |                       |                                           |         |      |
| Ungültige Stimmen        | Ungültige Stimmen     | Ungültige Stimmen                         | 5.382   | 5,5  |
| Wähler                   | Wähler                | Wähler                                    | 97.140  | 95,0 |
| Wahlberechtigte          | Wahlberechtigte       | Wahlberechtigte                           | 102.273 |      |
|                          |                       |                                           |         |      |
| Quelle: Innenministerium |                       |                                           |         |      |

#### Wahl 1972
| Kandidaten               | Kandidaten           | Parteien                                      | Stimmen | %    |
| ------------------------ | -------------------- | --------------------------------------------- | ------- | ---- |
|                          | Karl Zanongewählt    | PPST – PPTT                                   | 59.743  | 64,6 |
|                          | Hans Dietl           | Sozialdemokratische Partei Südtirols          | 19.121  | 20,7 |
|                          | Luigi Candido Rosati | Democrazia Cristiana                          | 8.232   | 8,9  |
|                          | Silvio Nicolodi      | Partito Socialista Italiano                   | 3.323   | 3,6  |
|                          | A. Piasenti          | Movimento Sociale Italiano – Destra Nazionale | 1.999   | 2,2  |
| Gesamt                   | Gesamt               | Gesamt                                        | 92.418  | 100  |
|                          |                      |                                               |         |      |
| Ungültige Stimmen        | Ungültige Stimmen    | Ungültige Stimmen                             | 6.716   | 6,8  |
| Wähler                   | Wähler               | Wähler                                        | 99.134  | 94,1 |
| Wahlberechtigte          | Wahlberechtigte      | Wahlberechtigte                               | 105.349 |      |
|                          |                      |                                               |         |      |
| Quelle: Innenministerium |                      |                                               |         |      |

#### Wahl 1976
| Kandidaten               | Kandidaten           | Parteien                                      | Stimmen | %    |
| ------------------------ | -------------------- | --------------------------------------------- | ------- | ---- |
|                          | Peter Bruggergewählt | Südtiroler Volkspartei                        | 83.382  | 83,6 |
|                          | Giovanni Toniutti    | Democrazia Cristiana                          | 6.292   | 6,3  |
|                          | August Pardatscher   | Sozialdemokratische Partei Südtirols          | 2.972   | 3,0  |
|                          | Sebastian Frei       | Partito Comunista Italiano                    | 2.545   | 2,6  |
|                          | Claudio Nolet        | Partito Socialista Italiano                   | 2.194   | 2,2  |
|                          | Luciano Annovi       | PLI – PRI – PSDI                              | 1.205   | 1,2  |
|                          | Pietro Saggioli      | Movimento Sociale Italiano – Destra Nazionale | 1.171   | 1,2  |
| Gesamt                   | Gesamt               | Gesamt                                        | 99.761  | 100  |
|                          |                      |                                               |         |      |
| Ungültige Stimmen        | Ungültige Stimmen    | Ungültige Stimmen                             | 3.520   | 3,4  |
| Wähler                   | Wähler               | Wähler                                        | 103.281 | 94,4 |
| Wahlberechtigte          | Wahlberechtigte      | Wahlberechtigte                               | 109.429 |      |
|                          |                      |                                               |         |      |
| Quelle: Innenministerium |                      |                                               |         |      |

#### Wahl 1979
| Kandidaten               | Kandidaten               | Parteien                                      | Stimmen | %    |
| ------------------------ | ------------------------ | --------------------------------------------- | ------- | ---- |
|                          | Peter Bruggergewählt     | Südtiroler Volkspartei                        | 88.718  | 87,0 |
|                          | M. A. De Lutz ved. Mader | Democrazia Cristiana                          | 5.770   | 5,7  |
|                          | Claudio Nolet            | Partito Comunista Italiano                    | 2.016   | 2,0  |
|                          | F. Valdambrini           | Partito Socialista Italiano                   | 1.559   | 1,5  |
|                          | Luigi Montali            | Partito Radicale                              | 999     | 1,0  |
|                          | L. Annovi                | Movimento Sociale Italiano – Destra Nazionale | 988     | 1,0  |
|                          | Giuseppe Mengarda        | Partito Socialista Democratico Italiano       | 851     | 0,8  |
|                          | E. Milan ved. Bresadola  | PRI – SFP                                     | 576     | 0,6  |
|                          | C. Lettieri              | Partito Liberale Italiano                     | 375     | 0,4  |
|                          | A. Asson                 | Costituente di Destra – Democrazia Nazionale  | 131     | 0,1  |
| Gesamt                   | Gesamt                   | Gesamt                                        | 101.983 | 100  |
|                          |                          |                                               |         |      |
| Ungültige Stimmen        | Ungültige Stimmen        | Ungültige Stimmen                             | 3.671   | 3,5  |
| Wähler                   | Wähler                   | Wähler                                        | 105.654 | 93,2 |
| Wahlberechtigte          | Wahlberechtigte          | Wahlberechtigte                               | 113.371 |      |
|                          |                          |                                               |         |      |
| Quelle: Innenministerium |                          |                                               |         |      |

#### Wahl 1983
| Kandidaten               | Kandidaten           | Parteien                                      | Stimmen | %    |
| ------------------------ | -------------------- | --------------------------------------------- | ------- | ---- |
|                          | Peter Bruggergewählt | Südtiroler Volkspartei                        | 87.936  | 85,9 |
|                          | Armando Bertorelle   | Democrazia Cristiana                          | 5.508   | 5,4  |
|                          | Josef Edward Schmid  | Partito Comunista Italiano                    | 1.916   | 1,9  |
|                          | Claudio Nolet        | Partito Socialista Italiano                   | 1.605   | 1,6  |
|                          | Emilio Nicolussi     | Partito Popolare Trentino Tirolese            | 1.399   | 1,4  |
|                          | Luigi Montali        | Movimento Sociale Italiano – Destra Nazionale | 1.191   | 1,2  |
|                          | Giuseppe Mengarda    | Partito Repubblicano Italiano                 | 999     | 1,0  |
|                          | Luigi Weber          | Partito Radicale                              | 673     | 0,7  |
|                          | Giuseppe Rossi       | Partito Socialista Democratico Italiano       | 630     | 0,6  |
|                          | Graziano Catanzariti | Partito Liberale Italiano                     | 400     | 0,4  |
|                          | Antonio Peinkhofer   | Lista per Trieste                             | 113     | 0,1  |
| Gesamt                   | Gesamt               | Gesamt                                        | 102.370 | 100  |
|                          |                      |                                               |         |      |
| Ungültige Stimmen        | Ungültige Stimmen    | Ungültige Stimmen                             | 7.942   | 7,2  |
| Wähler                   | Wähler               | Wähler                                        | 110.312 | 92,7 |
| Wahlberechtigte          | Wahlberechtigte      | Wahlberechtigte                               | 119.042 |      |
|                          |                      |                                               |         |      |
| Quelle: Innenministerium |                      |                                               |         |      |

#### Wahl 1987
| Kandidaten               | Kandidaten         | Parteien                       | Stimmen | %    |
| ------------------------ | ------------------ | ------------------------------ | ------- | ---- |
|                          | Hans Rubnergewählt | Südtiroler Volkspartei         | 90.417  | 81,9 |
|                          | D. Stablum         | Democrazia Cristiana           | 5.042   | 4,6  |
|                          | J. Stieler         | Wahlverband des Heimatbundes   | 4.905   | 4,4  |
|                          | S. Stuffer         | PSI – PSDI – PR – Verdi        | 3.852   | 3,5  |
|                          | D. Migliucci       | Movimento Sociale Italiano     | 3.031   | 2,7  |
|                          | M. De Biasi        | Partito Comunista Italiano     | 1.391   | 1,3  |
|                          | P. Venturini       | Partito Repubblicano Italiano  | 666     | 0,6  |
|                          | G. Giardini        | Democrazia Proletaria          | 343     | 0,3  |
|                          | A. Seno            | Partito Liberale Italiano      | 336     | 0,3  |
|                          | A. Augscheller     | Liga Veneta – Pensionati Uniti | 333     | 0,3  |
|                          | G. Muriti          | Alleanza Popolare Pensionati   | 50      | 0,0  |
| Gesamt                   | Gesamt             | Gesamt                         | 110.366 | 100  |
|                          |                    |                                |         |      |
| Ungültige Stimmen        | Ungültige Stimmen  | Ungültige Stimmen              | 6.902   | 5,9  |
| Wähler                   | Wähler             | Wähler                         | 117.268 | 92,3 |
| Wahlberechtigte          | Wahlberechtigte    | Wahlberechtigte                | 127.038 |      |
|                          |                    |                                |         |      |
| Quelle: Innenministerium |                    |                                |         |      |

## Seit 1991

### Wahlkreisgebiet
Zum Wahlkreis gehören folgende Gemeinden: Abtei, Barbian, Prags, Brenner, Brixen, Bruneck, Freienfeld, Sand in Taufers, Kastelruth, Kiens, Klausen, Corvara, Toblach, Pfalzen, Völs am Schlern, Franzensfeste, Villnöß, Gais, Wengen, Lajen, Lüsen, Enneberg, Welsberg-Taisten, Natz-Schabs, Welschnofen, Deutschnofen, St. Ulrich in Gröden, Percha, Waidbruck, Prettau, Racines, Rasen-Antholz, Ritten, Mühlbach, Rodeneck, Innichen, St. Lorenzen, St. Martin in Thurn, St. Christina in Gröden, Mühlwald, Wolkenstein in Gröden, Sexten, Terenten, Tiers, Pfitsch, Olang, Ahrntal, Gsies, Vintl, Vahrn, Feldthurns, Niederdorf, Villanders und Sterzing.

### Wahlergebnisse

#### Wahl 1992
| Kandidaten               | Kandidaten              | Parteien                                      | Stimmen | %    |
| ------------------------ | ----------------------- | --------------------------------------------- | ------- | ---- |
|                          | Hans Rubnergewählt      | Südtiroler Volkspartei                        | 64.842  | 75,8 |
|                          | Alois Niederwolfsgruber | Federazione dei Verdi                         | 5.972   | 7,0  |
|                          | Fior Angelo Vanzetta    | Democrazia Cristiana                          | 3.724   | 4,4  |
|                          | Alfons Hozer            | Federalismo – Pensionati Uomini Vivi          | 3.577   | 4,2  |
|                          | Francesco Risitano      | Movimento Sociale Italiano – Destra Nazionale | 1.919   | 2,2  |
|                          | Rino Zeni               | Lega Nord                                     | 1.905   | 2,2  |
|                          | Bruno Trenta            | Partito Socialista Italiano                   | 1.758   | 2,1  |
|                          | Pietro Venturini        | Partito Repubblicano Italiano                 | 751     | 0,9  |
|                          | Bruno Durante           | Senza Confini (PDS – PRC – La Rete – PR)      | 684     | 0,8  |
|                          | Mario Bruccoleri        | Partito Liberale Italiano                     | 453     | 0,5  |
| Gesamt                   | Gesamt                  | Gesamt                                        | 85.585  | 100  |
|                          |                         |                                               |         |      |
| Ungültige Stimmen        | Ungültige Stimmen       | Ungültige Stimmen                             | 6.582   | 7,1  |
| Wähler                   | Wähler                  | Wähler                                        | 92.167  | 92,4 |
| Wahlberechtigte          | Wahlberechtigte         | Wahlberechtigte                               | 99.801  |      |
|                          |                         |                                               |         |      |
| Quelle: Innenministerium |                         |                                               |         |      |

#### Wahl 1994
| Kandidaten               | Kandidaten                      | Parteien                                                           | Stimmen | %    |
| ------------------------ | ------------------------------- | ------------------------------------------------------------------ | ------- | ---- |
|                          | Helga Thaler Ausserhofergewählt | Südtiroler Volkspartei                                             | 71.986  | 82,7 |
|                          | Kurt Pancheri                   | Polo delle Libertà                                                 | 5.185   | 6,0  |
|                          | Bruno Durante                   | Autonomia Democrazia (PDS – FdV – PSI – PPI – PRI – PSDI – Andere) | 4.971   | 5,7  |
|                          | Francesco Risitano              | Alleanza Nazionale                                                 | 3.649   | 4,2  |
|                          | Agnes Christianell              | Partito della Legge Naturale                                       | 1.285   | 1,5  |
| Gesamt                   | Gesamt                          | Gesamt                                                             | 87.076  | 100  |
|                          |                                 |                                                                    |         |      |
| Ungültige Stimmen        | Ungültige Stimmen               | Ungültige Stimmen                                                  | 8.395   | 8,8  |
| Wähler                   | Wähler                          | Wähler                                                             | 95.471  | 91,5 |
| Wahlberechtigte          | Wahlberechtigte                 | Wahlberechtigte                                                    | 104.301 |      |
|                          |                                 |                                                                    |         |      |
| Quelle: Innenministerium |                                 |                                                                    |         |      |

#### Wahl 1996
| Kandidaten               | Kandidaten                      | Parteien                     | Stimmen | %    |
| ------------------------ | ------------------------------- | ---------------------------- | ------- | ---- |
|                          | Helga Thaler Ausserhofergewählt | L’Abete (SVP – PATT)         | 68.044  | 76,2 |
|                          | Mario Bruccoleri                | Polo per le Libertà          | 6.417   | 7,2  |
|                          | Wilhelm Mairl                   | Union für Südtirol           | 6.102   | 6,8  |
|                          | Georg Vonmetz Schiano           | L’Ulivo                      | 5.850   | 6,6  |
|                          | Gianmario Ajello                | Lega Nord                    | 2.097   | 2,3  |
|                          | Markus Dietl                    | Partito della Legge Naturale | 749     | 0,8  |
| Gesamt                   | Gesamt                          | Gesamt                       | 89.259  | 100  |
|                          |                                 |                              |         |      |
| Ungültige Stimmen        | Ungültige Stimmen               | Ungültige Stimmen            | 6.484   | 6,8  |
| Wähler                   | Wähler                          | Wähler                       | 95.743  | 88,0 |
| Wahlberechtigte          | Wahlberechtigte                 | Wahlberechtigte              | 108.758 |      |
|                          |                                 |                              |         |      |
| Quelle: Innenministerium |                                 |                              |         |      |

#### Wahl 2001
| Kandidaten               | Kandidaten                      | Parteien                             | Stimmen | %    |
| ------------------------ | ------------------------------- | ------------------------------------ | ------- | ---- |
|                          | Helga Thaler Ausserhofergewählt | Südtiroler Volkspartei               | 75.330  | 79,4 |
|                          | Leander David Moroder           | L’Ulivo                              | 8.552   | 9,0  |
|                          | Kurt Pancheri                   | Casa delle Libertà                   | 7.272   | 7,7  |
|                          | Andrea Brugger                  | Die Freiheitlichen                   | 1.947   | 2,1  |
|                          | Maria Letizia Bertotti          | Italia dei Valori                    | 864     | 0,9  |
|                          | Paolo Milanese                  | Lista Emma Bonino                    | 536     | 0,6  |
|                          | Danila Lucia Carrara            | Partito della Rifondazione Comunista | 404     | 0,4  |
| Gesamt                   | Gesamt                          | Gesamt                               | 94.905  | 100  |
|                          |                                 |                                      |         |      |
| Ungültige Stimmen        | Ungültige Stimmen               | Ungültige Stimmen                    | 5.843   | 5,8  |
| Wähler                   | Wähler                          | Wähler                               | 100.748 | 86,0 |
| Wahlberechtigte          | Wahlberechtigte                 | Wahlberechtigte                      | 117.169 |      |
|                          |                                 |                                      |         |      |
| Quelle: Innenministerium |                                 |                                      |         |      |

#### Wahl 2006
| Kandidaten               | Kandidaten                      | Parteien               | Stimmen | %    |
| ------------------------ | ------------------------------- | ---------------------- | ------- | ---- |
|                          | Helga Thaler Ausserhofergewählt | Südtiroler Volkspartei | 69.581  | 70,4 |
|                          | Franco Nones                    | L’Unione               | 10.686  | 10,8 |
|                          | Pius Leitner                    | Die Freiheitlichen     | 9.086   | 9,2  |
|                          | Maurizio Vezzali                | Casa delle Libertà     | 8.232   | 8,3  |
|                          | Pasquale Zilli                  | Fiamma Tricolore       | 772     | 0,8  |
|                          | Pietro Ferrari                  | Partito Pensionati     | 514     | 0,5  |
| Gesamt                   | Gesamt                          | Gesamt                 | 98.871  | 100  |
|                          |                                 |                        |         |      |
| Ungültige Stimmen        | Ungültige Stimmen               | Ungültige Stimmen      | 4.285   | 4,2  |
| Wähler                   | Wähler                          | Wähler                 | 103.156 | 88,8 |
| Wahlberechtigte          | Wahlberechtigte                 | Wahlberechtigte        | 116.110 |      |
|                          |                                 |                        |         |      |
| Quelle: Innenministerium |                                 |                        |         |      |

#### Wahl 2008
| Kandidaten               | Kandidaten                      | Parteien                     | Stimmen | %    |
| ------------------------ | ------------------------------- | ---------------------------- | ------- | ---- |
|                          | Helga Thaler Ausserhofergewählt | Südtiroler Volkspartei       | 56.810  | 59,0 |
|                          | Walter Blaas                    | Die Freiheitlichen           | 12.699  | 13,2 |
|                          | Alberto Ghedina                 | Partito Democratico          | 9.679   | 10,0 |
|                          | Giuseppe Bellomo                | Il Popolo della Libertà      | 7.173   | 7,4  |
|                          | Johann Lanz                     | Union für Südtirol           | 4.901   | 5,1  |
|                          | Robert Hochgruber               | La Sinistra l’Arcobaleno     | 3.421   | 3,6  |
|                          | Ivan Bertinotti                 | Unione di Centro             | 868     | 0,9  |
|                          | Lucio Perugini                  | La Destra – Fiamma Tricolore | 646     | 0,7  |
|                          | Fabrizio Albertini              | Partito Socialista           | 167     | 0,2  |
| Gesamt                   | Gesamt                          | Gesamt                       | 96.364  | 100  |
|                          |                                 |                              |         |      |
| Ungültige Stimmen        | Ungültige Stimmen               | Ungültige Stimmen            | 5.204   | 5,1  |
| Wähler                   | Wähler                          | Wähler                       | 101.568 | 85,8 |
| Wahlberechtigte          | Wahlberechtigte                 | Wahlberechtigte              | 118.417 |      |
|                          |                                 |                              |         |      |
| Quelle: Innenministerium |                                 |                              |         |      |

#### Wahl 2013
| Kandidaten               | Kandidaten         | Parteien                            | Stimmen | %    |
| ------------------------ | ------------------ | ----------------------------------- | ------- | ---- |
|                          | Hans Bergergewählt | Südtiroler Volkspartei              | 54.474  | 55,4 |
|                          | Peter Pichler      | Die Freiheitlichen                  | 20.721  | 21,1 |
|                          | Michil Costa       | Verdi Grüne Vërc                    | 6.686   | 6,8  |
|                          | Susanna Manco      | Partito Democratico                 | 4.478   | 4,6  |
|                          | Alberto Conci      | Scelta Civica                       | 4.016   | 4,1  |
|                          | Gabrio Roggero     | Il Popolo della Libertà – Lega Nord | 3.779   | 3,8  |
|                          | Marco Casarin      | Movimento 5 Stelle                  | 3.248   | 3,3  |
|                          | Nicoletta Smarra   | L’Alto Adige nel Cuore              | 362     | 0,4  |
|                          | Zohreh Sadeghi     | Rivoluzione Civile                  | 300     | 0,3  |
|                          | Nicola Paolini     | La Destra                           | 178     | 0,2  |
| Gesamt                   | Gesamt             | Gesamt                              | 98.242  | 100  |
|                          |                    |                                     |         |      |
| Ungültige Stimmen        | Ungültige Stimmen  | Ungültige Stimmen                   | 4.251   | 4,1  |
| Wähler                   | Wähler             | Wähler                              | 102.493 | 83,6 |
| Wahlberechtigte          | Wahlberechtigte    | Wahlberechtigte                     | 122.531 |      |
|                          |                    |                                     |         |      |
| Quelle: Innenministerium |                    |                                     |         |      |

#### Wahl 2018
| Kandidaten               | Kandidaten                 | Stimmen | %    | Listen                   | Stimmen | %    |
| ------------------------ | -------------------------- | ------- | ---- | ------------------------ | ------- | ---- |
|                          | Meinhard Durnwaldergewählt | 51.670  | 66,5 | SVP – PATT               | 51.670  | 66,5 |
|                          | Maria Cristina Toss        | 8.542   | 11,0 | Lega                     | 5.171   | 6,7  |
| Forza Italia             | Maria Cristina Toss        | 8.542   | 11,0 | 2.611                    | 3,4     |      |
| Fratelli d’Italia        | Maria Cristina Toss        | 8.542   | 11,0 | 624                      | 0,8     |      |
| Noi con l’Italia – UDC   | Maria Cristina Toss        | 8.542   | 11,0 | 136                      | 0,2     |      |
|                          | Giuseppe Pedevilla         | 7.243   | 9,3  | Movimento 5 Stelle       | 7.243   | 9,3  |
|                          | Renate Prader              | 5.370   | 6,9  | Partito Democratico      | 4.316   | 5,6  |
| +Europa                  | Renate Prader              | 5.370   | 6,9  | 524                      | 0,7     |      |
| Italia Europa Insieme    | Renate Prader              | 5.370   | 6,9  | 391                      | 0,5     |      |
| Civica Popolare          | Renate Prader              | 5.370   | 6,9  | 139                      | 0,2     |      |
|                          | Cornelia Brugger           | 3.443   | 4,4  | Liberi e Uguali          | 3.443   | 4,4  |
|                          | Ermiliana Orlandi          | 676     | 0,9  | Il Popolo della Famiglia | 676     | 0,9  |
|                          | Massimo Trigolo            | 445     | 0,6  | CasaPound Italia         | 445     | 0,6  |
|                          | Anna Maria Tulipano        | 260     | 0,3  | Potere al Popolo!        | 260     | 0,3  |
| Gesamt                   | Gesamt                     | 77.649  | 100  |                          | 77.649  | 100  |
|                          |                            |         |      |                          |         |      |
| Ungültige Stimmen        | Ungültige Stimmen          | 8.900   | 10,3 |                          |         |      |
| Wähler                   | Wähler                     | 86.549  | 68,4 |                          |         |      |
| Wahlberechtigte          | Wahlberechtigte            | 126.556 |      |                          |         |      |
|                          |                            |         |      |                          |         |      |
| Quelle: Innenministerium |                            |         |      |                          |         |      |

#### Wahl 2022
| Kandidaten               | Kandidaten                 | Parteien                                                | Stimmen | %    |
| ------------------------ | -------------------------- | ------------------------------------------------------- | ------- | ---- |
|                          | Meinhard Durnwaldergewählt | SVP – PATT                                              | 39.024  | 46,1 |
|                          | Hans Heiss                 | Alleanza Verdi e Sinistra                               | 13.187  | 15,6 |
|                          | Ulli Mair                  | Die Freiheitlichen                                      | 7.527   | 8,9  |
|                          | Andrea Causin              | Lega – FdI – FI – NM                                    | 5.915   | 7,0  |
|                          | Monika Senfter             | Team K                                                  | 5.635   | 6,7  |
|                          | Renate Prader              | Partito Democratico – Italia Democratica e Progressista | 5.190   | 6,1  |
|                          | Rudolf Schöpf              | Vita                                                    | 5.072   | 6,0  |
|                          | Markus Falk                | Movimento 5 Stelle                                      | 1.946   | 2,3  |
|                          | Massimo Rapi               | Azione – Italia Viva                                    | 1.136   | 1,3  |
| Gesamt                   | Gesamt                     | Gesamt                                                  | 84.632  | 100  |
|                          |                            |                                                         |         |      |
| Ungültige Stimmen        | Ungültige Stimmen          | Ungültige Stimmen                                       | 4.438   | 5,0  |
| Wähler                   | Wähler                     | Wähler                                                  | 89.070  | 61,5 |
| Wahlberechtigte          | Wahlberechtigte            | Wahlberechtigte                                         | 144.729 |      |
|                          |                            |                                                         |         |      |
| Quelle: Innenministerium |                            |                                                         |         |      |